# Liste der Naturdenkmale in Haschbach am Remigiusberg
Die Liste der Naturdenkmale in Haschbach am Remigiusberg nennt die im Gemeindegebiet von Haschbach am Remigiusberg ausgewiesenen Naturdenkmale (Stand 27. April 2024).

## Naturdenkmale
| Nr.         | Bezeichnung   | Lage                                        | Beschreibung | Bild                          |
| ----------- | ------------- | ------------------------------------------- | ------------ | ----------------------------- |
| ND-7336-384 | Hubertuseiche | nordwestlich des Ortes beim Sportplatz Lage | Quercus sp.  | mehr Fotos \| Fotos hochladen |